# Thomas Forsberg
 Denne artikel omhandler håndboldspilleren. Opslagsordet har også en anden betydning, se Quorthon.
Thomas Forsberg (født 4. september 1980) er en svensk håndboldspiller, der spiller for Viborg HK i Håndboldligaen. Han kom til Viborg i 2007 fra ligarivalerne Bjerringbro-Silkeborg. 
Forsberg har spillet på det svenske landshold.